# Omri Gandelman
Omri Gandelman (Hod HaSharon, 16 de mayo de 2000) es un futbolista israelí que juega en la demarcación de centrocampista para el K. A. A. Gante de la Primera División de Bélgica.

## Selección nacional
Tras jugar con la selección de fútbol sub-21 de Israel, finalmente hizo su debut con la selección absoluta el 12 de noviembre de 2021 en un encuentro de clasificación para la Copa Mundial de Fútbol de 2022 contra Austria, partido que finalizó con un resultado de 4-2 a favor del combinado austriaco tras los goles de Nir Biton y Dor Peretz para Israel, y de Marko Arnautović, Marcel Sabitzer y un doblete de Louis Schaub para Austria.

## Clubes
| Club                  | País    | Año       | Partidos | Goles |
| --------------------- | ------- | --------- | -------- | ----- |
| Maccabi Netanya F. C. | Israel  | 2020-2023 | 110      | 11    |
| K. A. A. Gante        | Bélgica | 2023-     | 87       | 25    |